# 罗丝·拉韦尔
羅絲瑪莉·凱瑟琳·拉韋爾（英語：Rosemary Kathleen Lavelle，1995年5月14日—），通稱罗丝·拉韦尔（Rose Lavelle），是美国職業女子足球运动员，司職中场，現效力國家女子足球聯賽球隊紐澤西/紐約高譚和美國國家女子足球隊。她曾代表美国参加2019年國際足協女子世界盃奪得冠軍以及2020年夏季奥林匹克运动会足球比赛，获得一枚铜牌。

## 外部連結
- 羅絲·拉韋爾 （页面存档备份，存于）在美國足球協會
- 罗丝·拉韦尔在國家女子足球聯賽
- 羅絲·拉韋爾 （页面存档备份，存于）在OL君主
- 羅絲·拉韋爾 （页面存档备份，存于）在華盛頓精神
- 羅絲·拉韋爾在波士頓浪花
- 羅絲·拉韋爾 （页面存档备份，存于）在威斯康辛獾隊
- 罗丝·拉韦尔的X（前Twitter）